# Berliner Viertel (Monheim)
Das Berliner Viertel ist ein Ortsteil von Monheim am Rhein. Es handelt sich um eine Großwohnsiedlung der 1960er und 1970er Jahre. Das Viertel weist eine Fläche von etwa 45 ha auf und hat rund 11.000 Einwohner. Haupteigentümer ist die LEG NRW.